# Sean McDermott
Sean McDermott (Kristiansand, Noruega, 30 de mayo de 1993) es un futbolista irlandés. Juega de arquero y su equipo actual es el Kristiansund BK de la Eliteserien.

## Clubes
| Club                  | País    | Año       | PJ | Goles |
| --------------------- | ------- | --------- | -- | ----- |
| Sandnes Ulf           | Noruega | 2012-2015 | 33 | 0     |
| IK Start              | Noruega | 2015-2016 | 0  | 0     |
| Ullensaker/Kisa IL    | Noruega | 2016      | 11 | 0     |
| Kristiansund BK       | Noruega | 2017-2018 | 32 | 0     |
| FC Dinamo de Bucarest | Rumania | 2019      | 3  | 0     |
| Kristiansund BK       | Noruega | 2019-     | 28 | 0     |